# جمعية القادسية التنموية
جمعية القادسية التنموية (بالإنجليزية: QCD)‏ هي جمعية تنموية شبابية في اليمن تأسست عام 1999م، شاركت في العديد من الفعاليات والمشاريع التنموية. عدد أعضاءها يصل إلى ما يقارب 300 عضو، 20% من النساء يعملون ضمن 7 إدارات :
إدارة العلاقات والتسويق، إدارة البرامج والمشاريع، إدارة التعليم والتنمية، الإدارة الاجتماعية، إدارة المرأة، الإدارة الإعلامية، إدارة الأندية والفرق الشبابية .
أسهمت الجمعية في نشر ثقافة العمل الطوعي من خلال الأنشطة الميدانية في أوساط الشباب والشابات وفي صفحات التواصل الاجتماعي وساهمت مؤخراً ولازلت تساهم في مشاريع دعم استقرار اليمن

## مشاريع ساهمت بها
من أهم المشاريع التي شاركت بها جمعية القادسية التنموية:
- مشروع رسائل : و هو مشروع يسهم في الحث على المشاركة في الحوار الوطني من خلال رسائل تحفيز من الآباء إلى الأبناء عبر القنوات اليمنية وعبر شبكات التواصل الاجتماعي وتم نشر الرسائل إلى ما يقارب من 200000 زائر .
  - رسائل من الآباء إلى الأبناء على يوتيوب
- مشروع ( أنا واعي ) : وهو مشروع يسهم في ترسيخ مفاهيم الدولة المدنية من خلال الإذاعة المدرسية في 12 مدرسة ثانوية في أمانة العاصمة كمرحلة أولى .[1]
- مشروع ( ثقافة الحاسوب ) : وهو مشروع يساعد على القضاء على أمية الحاسوب في الريف حيث أن الموسم الأول من المشروع ينفذ حالياً في محافظة عمران في أكبر خمسة مدارس فيها .

## تسوق حالياً لتنفيذ مجموعة مشاريع منها
- مشروع ( رائدات ) : وهو مشروع يسهم في رفع مستوى مشاركة المرأة في الحياة السياسية والتعليمية و الاجتماعية وتمكينها من أدوات صنع القرار وتعريفها بحقوقها ويهدف إلى زيادة مشاركة النساء في عضوية الجمعية .
- مشروع ( وصال ) : وهو مشروع يأسس لشبكة تواصل ومعلومات وإحصاءات حقوقية التي من المتوقع ان تعين في إيصال هموم المواطن إلى أصحاب القرار .
- مشروع ( تشبيك ) : وهو مشروع يساهم في التشبيك بين كل المنظمات والمبادرات العاملة في الجانب التنموي في اليمن .
- مشروع ( نوافذ ) : وهو مشروع يؤهل الوسط الشبابي في استخدام الإعلام الجديد ويمكنهم من تلك الأدوات التي تجعل صوتهم مسموع .

## منجزات الجمعية في الجانب الإعلامي
- جهزت الجمعية فريقاً إعلامياً متخصص في الإعلام الجديد كونه وسيله فاعلة ومهمة متاحه للجميع، البعض منهم ينتمي لفريق ايادي الشبابي التطوعي، من بين هؤلاء الاعلاميين 5 نساء يزاولن انشطه مختلفه في مجالات مهمة كـ :
  - إخراج تلفزيوني
  - مونتاج
  - إعلام اجتماعي
  - تصميم جرافيكس
  - تطوير ويب